# 哈列迪亞體育會
哈列迪亞永恆體育會(阿拉伯語：نادي الخالدية الرياضي)，一般簡稱「永恆體育會」，是一家位於巴林哈馬德鎮的足球會，成立於2020年，參加巴林超。其主場是巴林國家體育場，可容納28.900 人。隊名中الخالدية是阿拉伯語，意思是「永恆」。

## 錦標
- 巴林超級足球聯賽: 2

2022–23, 2023–24
- 巴林國王盃: 1

2022年
- 巴林超級盃: 1

2022年